# Jokerteken
Het jokerteken is, in de wereld van zoekprogramma's op computers, een operator waarmee men zoekoperaties flexibel kan definiëren. Het wordt ook wel wildcard genoemd. De twee bekendste operators zijn de * (asterisk) en het ? (vraagteken).

## Voorbeeld met * en?
Een asterisk (*) wordt gebruikt om een willekeurige reeks (0, 1 of meer) tekens voor te stellen. Het vraagteken wordt gebruikt om exact één willekeurig teken voor te stellen.
Ter illustratie een paar eenvoudige voorbeelden:
- appel* → appel, appelblauwzeegroen, appelboom, appelsap
maar niet: sterappel of trappelen
- suiker???? → suikerbiet, suikerriet
(alle termen beginnend met 'suiker' + 4 willekeurige andere letters'; suikerwafel zal men NIET vinden)
- d*dag → dinsdag, donderdag, dierendag
- b?d → bad, bed, bod
maar niet: bood, bd of bied.

## Symbolen

### *?
De asterisk en het vraagteken worden gebruikt:
- In de shells van de meeste besturingssystemen, zoals CP/M, DOS, Windows en POSIX (Unix, Linux en MacOS).
- In reguliere expressies. Hierin hebben ze wel een andere betekenis dan in de shells hierboven. Zo betekent een punt . één willekeurig karakter i.p.v. het vraagteken. De asterisk * betekent 0 of meer keer het vorige teken of de voorgaande groep. De punt en de asterisk samen .* hebben dezelfde betekenis als een asterisk in de shells. Het vraagteken ? betekent 0 of 1 keer het vorige teken of groep, oftewel het voorgaande is optioneel.
- In Jet-SQL (Microsoft Access).

### % _
In SQL gebruikt men het procentteken % voor meerdere (of één of geen) tekens en het onderlijningsteken (underscore) _ voor één teken.